# Front de Salvació Nacional (Romania)

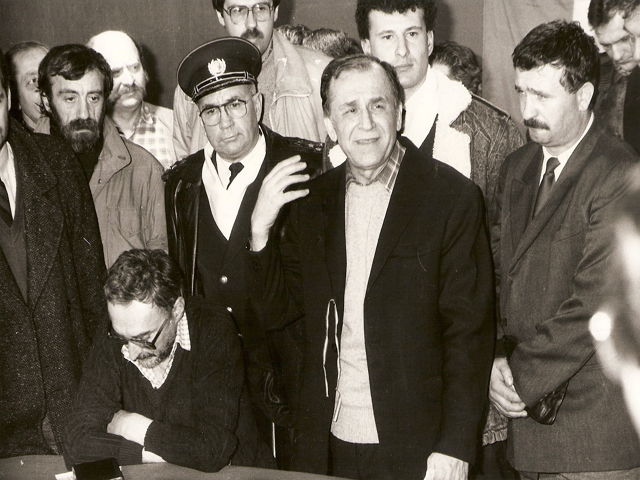
Ion Iliescu a la televisió durant la revolució romanesa de 1989.

Front de Salvació Nacional (romanès: Frontul Salvării Naţionale, FSN) va ser el nom del grup governant de Romania en les primeres setmanes després del cop d'estat contra el règim socialista de Nicolae Ceauşescu, que va posar fi a la revolució romanesa de 1989. Posteriorment, el FSN es va convertir en partit polític, i és l'antecessor de dos dels tres grans partits polítics romanesos de l'actualitat: el Partit Socialdemòcrata (PSD) i el Partit Demòcrata (PD).
El març de 1989, sis importants membres del Partit Comunista Romanès (PCR) van escriure una carta oberta al dictador Nicolae Ceauşescu on exposaven el seu desacord amb certs abusos de poder i la política econòmica de la República Socialista de Romania. L'anomenada Carta dels Sis va circular en mitjans de països capitalistes i va ser llegida a Radio Free Europe, on va ser descrita com el manifest d'una organització clandestina anomenada Front de Salvació Nacional. El 21 de desembre d'aquest mateix any, entre 80 i 100.000 persones es van reunir en els voltants de la seu del Comitè Central del PCR, acudint a una crida del mateix Ceausescu. Davant l'oposició manifestada pels assistents a la plaça, Nicolae Ceausescu va abandonar el lloc aconsellat pels seus col·laboradors militars, i després va ser capturat, jutjat i executat el 25 de desembre.
EL FSN va formar un govern interí, presidit per Ion Iliescu i amb Petre Roman com a Primer Ministre interí. La composició inicial de la FSN tenia diversos orígens: intel·lectuals, estudiants, oficials de l'exèrcit, però els dirigents van ser en la seva majoria ex funcionaris comunistes. I tot i que inicialment afirmaren que no es tractava d'un partit i que no pensaven presentar-se a les eleccions, el 6 de febrer de 1990 es constituïren en partit i es presentaren a les eleccions legislatives romaneses de 1990, en les que foren la força més votada amb més del 66% dels vots, i el seu candidat, Ion Iliescu, fou escollit president de Romania.
La gestió com a primer ministre de Petre Roman provocà molt descontentament dins el FSN, i el sector esquerrà, encapçalat per Iliescu, formà el Front Democràtic de Salvació Nacional. A les eleccions legislatives romaneses de 1992 fou derrotat pel FDSN i restà a l'oposició. El 28 de maig de 1993 el partit fou reanomenat Front de Salvació Nacional-Partit Democràtic, més tard Partit Democràtic i finalment es transformà en Partit Demòcrata-Liberal.

## Resultats electorals

### Cambra de diputats
| Any  | Vots      | Percentatge | Escons | Percentatge d'escons |
| ---- | --------- | ----------- | ------ | -------------------- |
| 1990 | 9,089,659 | 66,31%      | 263    | 66,41%               |
| 1992 | 1,108,500 | 10,19%      | 43     | 13,11%               |

### Senat
| Any  | Vots      | Percentatge | Escons | Percentatge d'escons |
| ---- | --------- | ----------- | ------ | -------------------- |
| 1990 | 9,353,006 | 67,02%      | 91     | 76,47%               |
| 1992 | 1,139,033 | 10,38%      | 18     | 12,58%               |

### President
| Any  | #   | Candidat    | Vots (1a volta) | %      | Vots (2a volta) | % |
| ---- | --- | ----------- | --------------- | ------ | --------------- | - |
| 1990 | 1er | Ion Iliescu | 12,232,498      | 85,07% | —               | — |